# Bis(trimethylsilyl)acetylen
Bis(trimethylsilyl)acetylen (zkráceně BTMSA) je organokřemičitá sloučenina se vzorcem Me3SiC≡CSiMe3 (Me = methyl), rozpustná v organických rozpouštědlech.

## Příprava
BTMSA se připravuje reakcí acetylenu s butyllithiem, za vzniku acetylidu lithného (Li2C2), a následně s trimethylsilylchloridem:
Li2C2 + 2 Me3SiCl → Me3SiC≡CSiMe3 + 2 LiCl

## Použití
BTMSA se používá jako nukleofil při Friedelových-Craftsových acylacích a alkylacích a na přípravu trimethylsilylacetylidu lithného. Trimethylsilylové skupiny lze odstranit působením fluoridu tetra-n-butylamonného. BTMSA může být také zapojen do cykloadicí.
Tato látka byla zahrnuta do totální syntézy (±)-estronu při vytváření steroidní struktury za katalýzy dikarbonylem cyklopentadienykobaltu.
BTMSA má rovněž využití jako ligand, který například vytváří stálé komplexy s metaloceny.
Cp2TiCl2 + Mg + Me3SiC≡CSiMe3 → Cp2Ti(η²-Me3SiC₂SiMe3) + MgCl2
BTMSA bývá zapojován i do totálních syntéz epibatidinu (a jeho analogů) a iklaprimu.[zdroj?]